# An English Suite
An English Suite is deels een compositie van Charles Hubert Parry. Parry begon gedurende de periode 1890-1900 aan deze suite en werkte er in 1914/1915 verder aan. Toen de componist in 1918 overleed was het (nog) niet voltooid. Parry was wel van plan het op te dragen aan zijn leerlinge Emily Daymond en zij zorgde ervoor dat de suite uitvoerbaar werd. Parry had verstek laten gaan in de namen van de titels van de delen en de volgorde waarin een en ander gespeeld moest worden. In 1921 was Daymond er uit en sindsdien wordt het in onderstaande volgorde gespeeld. Het deeltje Caprice hoeft niet gespeeld te worden als men de suite te langdradig begint te vinden.
De muziek klinkt fris en melodieus en in verdeeld over zeven deeltjes:
1. Prelude
2. In menuet style
3. Saraband
4. (Caprice)
5. Pastoral
6. Air
7. Frolic

Het werk werd voor het eerste uitgevoerd op 17 oktober 1922; Henry Wood dirigeerde het Queen’s Hall Orchestra tijdens de Proms; het werk kwam daar nog twee keer terug (1923 en 1925).

## Discografie
- Uitgave Nimbus: William Boughton dirigeerde het English String Orchestra in 1993
- Uitgave Lyrita: Adrian Boult dirigeerde het London Symphony Orchestra
- Uitgave EMI: Richard Hickox dirigeerde het City of London Sinfonia